# Spinotrachelas
Spinotrachelas is een geslacht van spinnen uit de familie Trachelidae.

## Soorten
- Spinotrachelas capensis Haddad, 2006
- Spinotrachelas confinis Lyle, 2011
- Spinotrachelas montanus Haddad, Neethling & Lyle, 2011
- Spinotrachelas namaquensis Lyle, 2011
- Spinotrachelas similis Lyle, 2011